# Хаэбару
Хаэбару (яп. 南風原町 Хаэбару-тё:) — посёлок в Японии, находящийся в уезде Симадзири префектуры Окинава. Площадь посёлка составляет 10,72 км², население — 37 040 человек (1 августа 2014), плотность населения — 3455,22 чел./км².

## Географическое положение
Посёлок расположен на острове Окинава в префектуре Окинава региона Кюсю. С ним граничат города Наха, Томигусуку, Нандзё и посёлки Яэсе, Нисихара, Йонабару.

## Население
Население посёлка составляет 37 040 человек (1 августа 2014), а плотность — 3455,22 чел./км². Изменение численности населения с 1980 по 2005 годы:
| 1980 | 20 679 чел. |  |
| 1985 | 24 937 чел. |  |
| 1990 | 28 616 чел. |  |
| 1995 | 30 249 чел. |  |
| 2000 | 32 099 чел. |  |
| 2005 | 33 537 чел. |  |

## Символика
Деревом посёлка считается эбеновое дерево, цветком — бугенвиллея.